# Дзьойо кандзі
Японська писемність
Ієрогліфи 漢字
Абетка 仮名
- Хіраґана 平仮名
- Катакана 片仮名
- Манйоґана 万葉仮名
- Хентайґана 変体仮名
- Джіндай моджі

Використання
- Фуріґана 振り仮名
- Окуріґана 送り仮名

Латиниця

Українська кирилиця
Дзьойо́-ка́ндзі (яп. 常用 漢字 дзьо: йо: кандзі, «зазвичай використовувані кандзі»)  — список ієрогліфів, якими Міністерство освіти Японії рекомендує обмежуватися в повсякденному вжитку. Список складається з 2136 кандзі. Він включає 1006 кьоїку-кандзі  та 1130 кандзі, які вивчають у середній школі. Якщо у тексті вживають Хьоґай кандзі (кандзі, що не входять до цього списку), то їх зазвичай підписують фуріґаною. 
Список дзьойо-кандзі замінив попередній список тойо-кандзі (яп. 当 用 漢字 то: йо: кандзі, «кандзі для повсякденного використання»), який містив 1850 ієрогліфів від 1946 року. 
2010 року було видалено 5 кандзі (勺,銑,脹,錘і匁) та додано 196, таким чином список розширився з 1945 (в попередній редакції списку від 1981) до 2136.